# Psychotria pisonioides
Psychotria pisonioides är en måreväxtart som beskrevs av Paul Carpenter Standley. Psychotria pisonioides ingår i släktet Psychotria och familjen måreväxter. Inga underarter finns listade i Catalogue of Life.